# Alcyonidium nanum
Alcyonidium nanum is een mosdiertjessoort uit de familie van de Alcyonidiidae. De wetenschappelijke naam van de soort is voor het eerst geldig gepubliceerd in 1942 door Silén.